# 21408 Lyrahaas
21408 Lyrahaas è un asteroide della fascia principale. 
Scoperto nel 1998, presenta un'orbita caratterizzata da un semiasse maggiore pari a 2,2614350 UA e da un'eccentricità di 0,1155436, inclinata di 7,02345° rispetto all'eclittica.